# ساندي (مغنية)
ساندي (22 أبريل 1986 -)، مغنية مصرية.

## المسيرة الفنية
ولدت في القاهرة ودرست السياحة والفندقة في جامعة الألسن لمدة أربع سنوات. بدأت مشوارها الفني بإصدارها ألبوم «كل ما أقرب» من توزيع شركة "Star Label"، والذي تضمن أغنيتها الشهيرة «كل ما أقرب» من كلمات: هاني الصغير وألحان: محمد رحيم.
في عام 2009 أصدرت أغنية «شوفته وماكلمنيش» التي كانت انطلاقتها الحقيقية للنجومية، وهي من كلمات محمد رفاعي وألحان حسام بدران والتي صدرت ضمن ألبوم منوع بعنوان «سولو هيتس 1».
ثم أصدرت ألبومها الثاني «لسه صغيرة» مع شركة سولو ريكوردز (إحدى شركات ميلودي ميوزيك) وذلك مع صدور كليبات «هموت عليك» و«إياك» و«ابن جارتنا» واللذان عرضا على قنوات ميلودي الفضائية.
صدر لها بعد ذلك ألبومها الثالث «قد التحدي» مع شركة «ميلودي ميوزيك» وذلك بعد صدور الأغنية المصورة «حصل خير» مع المخرج الأمريكي «ديفيد زيني» والذي عرض حصرياً على قنوات ميلودي الفضائية آنذاك. بعد أحداث ثورة 25 يناير في 2011 في مصر، قامت ساندي بتقديم أغنيتها الوطنية الأولى لمصر بعنوان «ولاد النيل» وقامت بإخراجها بنفسها ثم قامت بتصوير أغنية «الحلم» من ألبوم «قد التحدي» مع المخرج البريطاني «إريك كارلسون» وكان التصوير كان بالأبيض والأسود في باريس وبعد ذلك قامت المطربة بإطلاق كليب «عايزة اقولك» الذي صرحت بانها ارادت من خلاله الرد على الانتقادت التي طالت كليب «حصل خير» بانه مقلد بارسال رسالة ان ذلك يحدث في الخارج مثل تقليد كاتي بيري وتايلور سويفت نفس الشخصية.
قامت ساندي بعدها باصدار أول سنجل مع شركة روتانا يحمل اسم «ما تحملت الزعل» باللهجة الخليجية وقامت بتصويره مع المخرج الفرنسي «فابيا يومان» والذي استخدم كاميرا سينما 35 ملل واستعانت ساندى بمصمم الازياء«كارفيلو» وكانت الأغنية من كلمات «منصور الووان»، الحان «عبد الله القعود» وتوزيع طارق عاكف.
وفي بداية 2012 قامت بتصوير أغنية «أحسن من كتير» في دبي بأحدث تقنيات التصوير مع المخرج «ديفيد زيني» وقد تم التصوير بثلاث كاميرات وظهرت فيه بلوك جديد من تصميم «فادى قاطايا» وكانت الأغنية من كلمات جمال الخولي، ومن ألحان تامر علي وتوزيع أحمد إبراهيم.
وفي نفس السنة قامت بعرض أغنية «محبطة» من كلمات امير طعيمة والحان رامي جمال وتوزيع «أحمد إبراهيم» وكانت الأغنية بطابع الروك وقد اصدرتها احتفالا بتخطي عدد معجبيها على موقع الفيس بوك حاجز المليون وقد تم تصوير الأغنية في فرنسا تحت إدارة المخرج الفرنسي «فابيان دوفيس».

### الأعتزال
في نهاية عام 2015 أعلنت أعتزالها الغناء بسبب مشاكل صحية عانت منها بالفترة الأخيرة من أعتزالها إلا أنها عادت وصرحت في مقابلة تلفزيونية مع منى الشاذلي أنها لم تكن على دراية بموضوع الاعتزال وأنه تم نشر الخبر على صفحتها في موقع فيسبوك دون علم منها حيث كانت قد فقدت التحكم بالصفحة. وقالت أن سبب ما حصل هو زوجها السابق حيث انها تريد الطلاق إلا أنه لا يسمح لها بذلك.

## الألبومات
- كل ما أقرب (8 أغنيات) (2006) (إنتاج: Star Label)
- لسه صغيرة (9 أغنيات) (2009) (إنتاح: سولو ريكوردز - إحدى شركات ميلودي ميوزيك)
- قد التحدي (5 أغنيات) (2010) (إنتاج: ميلودي ميوزيك)
- أحسن من كتير (10 اغنيات) (2012) (إنتاج: صوت الدلتا)
- حلوة جدا (11 أغنية) (2014)
- حب (10 أغاني) (صدر عام 2016)[3] (إنتاج: فري ميوزك)[4]

## الأغاني المصورة
- كل ما أقرب (من ألبوم: كل ما أقرب) (إخراج: تامر بسيوني)
- شوفته وماكلمنيش (من ألبوم: لسه صغيره وألبوم: سولو هيتس 1) (إخراج: يونس)
- هموت عليك (من ألبوم: لسه صغيره) (إخراج: يونس)
- هموت عليك - ريمكس (من ألبوم: لسه صغيره) (إخراج: يونس)
- خربت مالطا (من ألبوم: لسه صغيره) (إخراج: يونس)
- إياك (من ألبوم: لسه صغيره) (إخراج: ياسر النجار)
- ابن جارتنا (من ألبوم: لسه صغيره) (إخراج: طه التونسي)
- حصل خير (من ألبوم: قد التحدي) (إخراج: David Zennie)
- الحلم (إخراج: Eric Carlson)
- ماتحملت الزعل إنتاج روتانا (إخراج: فابيايومان)
- عايزة اقولك (إنتاج: صوت الدلتا) (إخراج:David zannie)
- أحسن من كتير (إنتاج: صوت الدلتا) (إخراج:David zannie)
- محبطة (إنتاج: صوت الدلتا)
- زي عادتك
- حلوة جداً
- حب (من البوم: love)
- احلى بنت (من البوم:love)
- صحاب زمان (مع ريشا كوستا وسماره ناو)

## الأفلام
- خطة جيمي بدور جميلة
- عيش حياتك بدور داليا

## المسلسلات
- الكابو بدور ساندى

## الحياة الشخصية
تزوجت من الملحن والمخرج حسام بدران سنة 2009 لمدة ثمانية سنوات وبعدها تزوجت من المخرج حازم كتانة سنة 2017 من ثم طلقت منه.

## وصلات خارجية
- ساندي على موقع قاعدة بيانات الأفلام العربية
- ساندي على موقع ديسكوغز (الإنجليزية)